# Lijst van Vlaamse ministers van Mobiliteit
Dit is een lijst van ministers van Mobiliteit in de Vlaamse regering. 
Sinds 1995 wordt de bevoegdheid samen met die van Openbare Werken aan één minister toegewezen; het beleidsdomein en het departement binnen de Vlaamse overheid is dan ook "Mobiliteit en Openbare Werken", allebei gewestbevoegdheden.
De regering-Geens IV (1988-1992) was de eerste Vlaamse regering met bevoegdheid 'Mobiliteit' met Johan Sauwens (VU) als eerste Vlaamse minister van Verkeer. De huidige minister is Annick De Ridder (N-VA)

## Lijst
| Nr. | Minister | Minister                    | Partij | Partij   | Begin             | Einde             | Regering(en)              | Bevoegdheid                                                 |
| --- | -------- | --------------------------- | ------ | -------- | ----------------- | ----------------- | ------------------------- | ----------------------------------------------------------- |
| 1   |          | Johan Sauwens (1951)        |        | VU       | 18 oktober 1988   | 21 januari 1992   | Geens IV                  | Openbare Werken en Verkeer                                  |
| 2   |          | Theo Kelchtermans (1943)    |        | CVP      | 21 januari 1992   | 5 februari 1992   | Van den Brande I          | Openbare Werken en Transport                                |
| (1) |          | Johan Sauwens (1951)        |        | VU       | 5 februari 1992   | 20 juni 1995      | Van den Brande II, III    | Verkeer/ Verkeer en Mobiliteit                              |
| 3   |          | Eddy Baldewijns (1945)      |        | SP       | 20 juni 1995      | 28 september 1998 | Van den Brande IV         | Openbare Werken en Transport                                |
| 4   |          | Steve Stevaert (1954-2015)  |        | SP       | 28 september 1998 | 18 maart 2003     | Van den Brande IV, Dewael | Openbare Werken en Transport/ Mobiliteit en Openbare Werken |
| 5   |          | Gilbert Bossuyt (1947-2023) |        | SP       | 18 maart 2003     | 20 juli 2004      | Dewael, Somers            | Mobiliteit en Openbare Werken                               |
| 6   |          | Kathleen Van Brempt (1969)  |        | sp.a     | 20 juli 2004      | 13 juli 2009      | Leterme, Peeters I        | Mobiliteit                                                  |
| 7   |          | Hilde Crevits (1967)        |        | CD&V     | 13 juli 2009      | 25 juli 2014      | Peeters II                | Mobiliteit en Openbare Werken                               |
| 8   |          | Ben Weyts (1970)            |        | N-VA     | 25 juli 2014      | 2 oktober 2019    | Bourgeois, Homans         | Mobiliteit en Openbare Werken                               |
| 9   |          | Lydia Peeters (1969)        |        | Open Vld | 2 oktober 2019    | 30 september 2024 | Jambon                    | Mobiliteit en Openbare Werken                               |
| 10  |          | Annick De Ridder (1979)     |        | N-VA     | 30 september 2024 | heden             | Diependaele               | Mobiliteit en Openbare Werken                               |